# Eugenio Canfari
Eugenio Canfari (16. listopada 1878. – Torino, 23. ožujka 1962.) bio je talijanski nogometaš iz Genove. Bio je jedan od prvih talijanskih nogometaša, a isto tako bio je i jedan od 13 ljudi koji su osnovali Juventus 1897. godine. Postao je i prvim predsjednikom Juventusa, a naslijedio ga je njegov brat Enrico Canfari.